# ناحیه نورمن، شهرستان گراندی، ایلینوی
ناحیه نورمن (به انگلیسی: Norman Township) یک منطقهٔ مسکونی در ایالات متحده آمریکا است که در شهرستان گراندی، ایلینوی واقع شده‌است. ناحیه نورمن ۱۸۷ متر بالاتر از سطح دریا واقع شده‌است.